# Seothyra fasciata
Espèce
Seothyra fasciata est une espèce d'araignées aranéomorphes de la famille des Eresidae.

## Distribution
Cette espèce se rencontre en Afrique du Sud, au Botswana et en Namibie.

## Description
La femelle holotype mesure 8,5 mm

## Publication originale
- Purcell, 1904 : Descriptions of new genera and species of South African spiders. Transactions of the South African Philosophical Society, vol. 15, p. 115-173 (texte intégral).